# Jönköpings Flygklubb
Jönköpings Flygklubb, förkortad JFK, är en flygklubb som grundades den 19 maj 1933. Samma år grundades även Linköpings flygklubb. Klubben har sin klubbstuga på Jönköping flygplats östra del och har en aktiv flygskola som bedriver utbildning för privatflygcertifikat (PPL och UL) samt mörkerbehörighet (NQ).
Jönköpings Flygklubb är sedan 1992 arrendator och flygplatsansvarig för Visingsö flygfält. 

## Flygplan
Klubbens flotta består av tre flygplan:
- SE-KIK - Piper PA-28 Cadet
- SE-KAV - Socata TB-9 Tampico Club
- SE-VPO - Aerospool WT9 Dynamic